# Polla blava africana
La polla blava africana (Porphyrio madagascariensis) és una espècie d'ocell de la família dels ràl·lids (Rallidae) que sovint és considerat una subespècie de la polla blava comuna. Habita aiguamolls i vores de llacs de Madagascar i el continent africà, al delta del Nil i l'àfrica subsahariana, des del Senegal i Gàmbia cap a l'est per la República Centreafricana fins al Sudan i Etiòpia, i cap al sud, per l'Àfrica oriental, la República Democràtica del Congo, Moçambic, Namíbia, Botswana i Zimbàbue fins al sud de Sud-àfrica.